# Карпунівка
Карпунівка (рос. Карпуневка) — присілок в Понировському районі Курської області Російської Федерації.
Населення становить 14 осіб. Входить до складу муніципального утворення 2-й Понировська сільрада.

## Історія
Населений пункт розташований на території українського етнічного та культурного краю Східна Слобожанщина.
Від 2004 року входить до складу муніципального утворення 2-й Понировська сільрада.

## Населення
| 2010 |
| ---- |
| 14   |